# Marie Anne a Portugaliei
Pentru fiica reginei Maria a II-a a Portugaliei, vezi Maria Ana a Portugaliei
Maria Ana de Bragança (franceză Marie Anne; 13 iulie 1861 – 31 iulie 1942) a fost Mare Ducesă de Luxemburg prin căsătorie. A fost membră a Casei de Bragança.

## Familie
Născută la Schloss Bronnbach în Bronnbach, Wertheim am Main, Baden-Württemberg, Germania de Vest, infanta Maria Ana a fost al șaselea copil și a cincea fiică a regelui detronat Miguel I al Portugaliei și a soției lui, Adelaide de Löwenstein-Wertheim-Rosenberg. În momentul nașterii sale, tatăl ei era în exil și familia trăia ca oaspeți ai imperiului austro-ungar. În ciuda situației lor grele, fiicele lui Miguel I au făcut căsătorii bune, unele cu monarhi în exercițiu sau cu foști capi ai dinastiilor europene.

## Căsătorie și copii

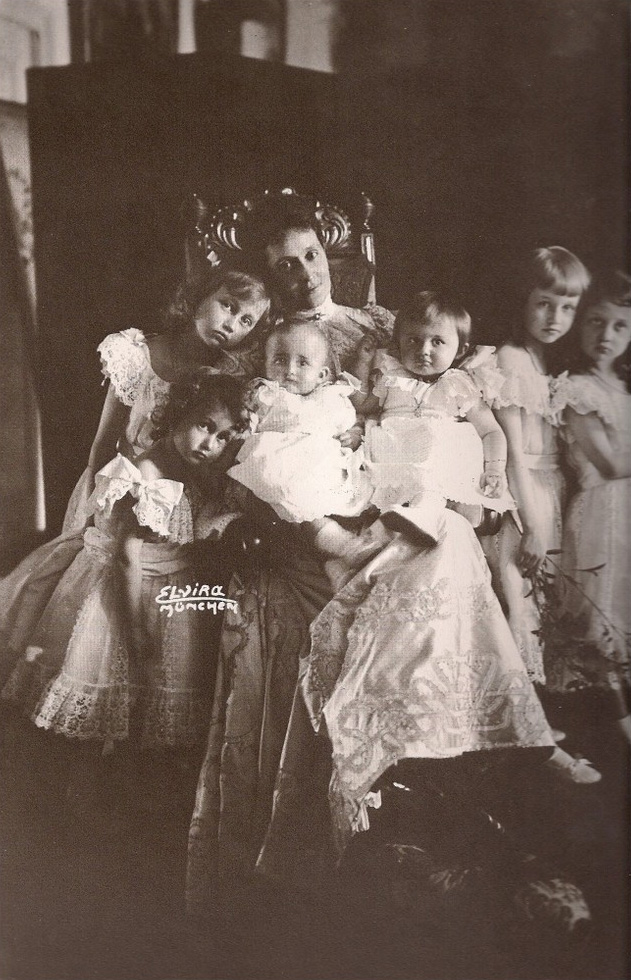
Marie Anne și cele 6 fiice.

Infanta Maria Ana s-a căsătorit la 21 iunie 1893 la Schloss Fischhorn, Zell am See, cu William, Prinț Ereditar al Marelui Ducat de Luxemburg (1852–1912), fiul cel mare al lui Adolphe, Mare Duce de Luxemburg, care era șeful Casei de Nassau. S-a convenit ca viitorii copii să fie crescuți în credința catolică a mamei lor, pentru că era religia majorității covârșitoare a populației Luxemburgului.
Cuplul a avut șase fiice și nici un fiu.
- Marie-Adélaïde, Mare Ducesă de Luxemburg (1894–1924); nu s-a căsătorit și nu a avut copii.
- Charlotte, Mare Ducesă de Luxemburg (1896–1985); s-a căsătorit cu vărul ei primar Prințul Felix de Bourbon-Parma, fiul surorii mai mici a Mariei Ana.
- Prințesa Hilda Sophie Marie Adélaïde Wilhelmine (1897-1979); s-a căsătorit la Castelul Berg la 29 octombrie 1930 cu Adolf Fürst zu Schwarzenberg[1]; fără copii.
- Prințesa Antonia (1899–1954); a fost a doua soție a lui Rupert, Prinț Moștenitor al Bavariei.
- Prințesa Elisabeta Marie Wilhelmine (1901-1950); s-a căsătorit la Schloss Hohenburg la 14 noiembrie 1922 cu Prințul Ludwig Philipp de Thurn și Taxis, fiul lui Albert I, Prinț de Thurn și Taxis,[2] au avut copii
- Prințesa Sophie Caroline Marie Wilhelmine (1902-1941); s-a căsătorit la Schloss Hohenburg la 12 aprilie 1921 cu Prințul Ernst Heinrich de Saxonia (1896-1971), fiul cel mic al regelui Frederic Augustus al III-lea al Saxoniei,[3] au avut copii.

William a devenit Mare Duce după decesul tatălui său la 17 noiembrie 1905. Neavând fii, Marele Duce și-a desemnat fiicele ca succesoare iar Marie-Adélaïde a fost confirmată și proclamată drept moștenitoare la 10 iulie 1907. După decesul tatălui ei, ea a devenit prima Mare Ducesă de Luxemburg. După abdicarea ei de la 14 ianuarie 1919, sora ei, Charlotte de Luxemburg, i-a succedat la tron.
Mare Ducesă Maria Ana a fost regentă pentru soțul ei în timpul bolii acestuia din 19 noiembrie 1908 până la 15 februarie 1912 și apoi regentă în timpul minoratului fiicei sale Marie-Adélaïde din 25 februarie 1912 până la 18 iunie 1912.
Marea Ducesă Maria Ana a murit în exil la New York la 31 iulie 1942, la vârsta de 81 de ani.